# St. Blasien
St. Blasien (în alemanică St. Bläsi) este un oraș din landul Baden-Württemberg, Germania. Orașul s-a format în jurul Mănăstirii Sf. Blasiu, de la care și-a luat numele.

## Istorie
Istoria orașului va fi foarte strâns legată de istoria Abației St. Blasien. O mănăstire benedictină a fost menționată în zona așezării de azi pentru prima dată în 858. În timp, comunitatea se va dezvolta, iar abația va deveni una dintre cele mai importante din zonă, controlând numeroase așezări în zona Pădurii Negre de sud. În prima jumătate a secolului al XIII-lea, Abația va deveni vasală a casei de Habsburg, și va rămâne așa până la Războaiele Napoleoniene. În 1806, drept consecință a tratatului de la Pressburg, abațiile imperiale ale Sfântului Imperiu Roman au fost secularizate. Orașul St. Blasien va deveni parte a Marelui Ducat de Baden.

## Monumente
- Mănăstirea Sfântul Blasiu, înființată în secolul al IX-lea ca sihăstrie dependentă inițial de Rheinau⁠(en)[traduceți]. Conform tradiției, în a doua jumătate a secolului al IX-lea au fost aduse aici relicve ale sfântului Blasiu de Sebastia, care a dat numele mănăstirii și, ulterior, numele orașului.